# Pyridin-2-sulfonsäure
Pyridin-2-sulfonsäure ist eine chemische Verbindung und eine der drei möglichen Pyridinsulfonsäuren bzw. Pyridinmonosulfonsäuren. Die anderen sind Pyridin-3-sulfonsäure und Pyridin-4-sulfonsäure.

## Gewinnung und Darstellung
Pyridin-2-sulfonsäure kann leicht durch Oxidation von 2-Mercaptopyridin (2-Pyridinthion) mit Salpetersäure gewonnen werden.

## Eigenschaften
Pyridin-2-sulfonsäure bildet in einer 1:1 Mischung aus Chloroform und n-Hexan Einkristalle. Diese sind orthorhombisch und von der Raumgruppe Pbca. Die Gitterparameter sind {\displaystyle a=8,117~\mathrm {\AA} },  {\displaystyle b=9,723~\mathrm {\AA} } und {\displaystyle c=15,640~\mathrm {\AA} }. Aus der Tatsache, dass sich alle S–O-Bindungsabstände in der Sulfonsäuregruppe gleichen, kann auf Vorliegen der Verbindung als Zwitterion geschlossen werden. Die Sulfonsäuregruppe ist daber allerdings gegenüber der Ringebene leicht verdreht und leicht zum Stickstoffatom hin geneigt.

## Vorkommen
Pyridin-2-sulfonsäure entsteht bei der photochemischen Zersetzung von Zink-Pyrithion in wässrigem Medium.